# Thập niên 1220
Thập niên 1220 là thập niên diễn ra từ năm 1220 đến 1229.